# André Bistram
André Bistram (* 25. März 1962 in Kiel) ist ein ehemaliger deutscher Fußballspieler und heutiger -trainer. Er spielte unter anderem bei Holstein Kiel und dem FC Schalke 04.

## Spielerkarriere

### Jugend
Bistram spielte bei Schleswig 06 und bei Eutin 08, bevor er in die Jugend von Holstein Kiel ging.

### Holstein Kiel
André Bistram kam 1980 aus der Jugend zunächst in die zweite Mannschaft der Kieler Spielvereinigung Holstein, zwei Jahre später in die erste Mannschaft. In seinem ersten Jahr dort erzielte er sieben, im zweiten Jahr zehn und in der folgenden Saison 1984/85 elf Tore, womit er bester Torschütze des Vereins war. Ein weiteres Jahr später wurde er mit 27 Toren Torschützenkönig in der Oberliga Nord. Insgesamt erzielte Bistram in 111 Spielen für Holstein Kiel 55 Tore.

### FC Schalke 04

#### Saison 1986/87
Zur Saison 1986/87 wechselte André Bistram zum FC Schalke 04. Sein Debüt feierte er am 9. August 1986 bei der 2:4-Niederlage gegen Bayer 04 Leverkusen, wobei er den Endstand erzielte. Sein erstes Spiel im DFB-Pokal absolvierte Bistram am 30. August 1986 bei der 0:1-Niederlage gegen den 1. FSV Mainz 05. Er konnte sich sofort als Stammspieler durchsetzen und erzielte in den ersten sechs Spielen vier Tore. Am Ende der Saison kam er auf 32 Spiele und 8 Tore.

#### Saison 1987/88
André Bistram blieb zunächst Stammspieler in der Saison 1987/88 und kam in den ersten 5 Saisonspielen viermal zum Einsatz und erzielte ein Tor, doch dann kam er bis zum 18. Spieltag nicht zum Einsatz. In der Hinrunde kam er nur zu einem weiteren Spiel gegen Hannover 96 (1:3). Er verließ den abstiegsbedrohten Verein in der Winterpause in Richtung FC St. Pauli in die 2. Bundesliga.

### FC St. Pauli
Sein Debüt beim Kiezklub in der zweiten Liga gab André Bistram am 5. März 1988 gegen Alemannia Aachen, als er in der 57. Minute für Fred Klaus eingewechselt wurde. In dieser Saison erreichte Bistram mit seinem Club den Aufstieg in die Fußball-Bundesliga, wobei er fünf Spiele machte, bei denen er viermal eingewechselt wurde und ohne Torerfolg blieb. In den darauf folgenden beiden Spielzeiten 1988/89 und 1989/90 der Bundesliga kam er viermal zum Einsatz.

### Rückkehr zur KSV Holstein und kleinere Vereine
Zur Saison 1990/91 ging André Bistram zu Holstein Kiel in die Oberliga Nord zurück. In seiner ersten Saison nach seiner Rückkehr erzielte er in 17 Spielen zehn Tore.
Im Juli 1992 wechselte er zum Ligakonkurrenten 1. SC Norderstedt, wo der mittlerweile 31-Jährige in die Relegation zur 2. Bundesliga 1993/94 einzog, welche mit 3:9 Punkten gegen den TSV 1860 München verloren ging. Zur Saison 1993/94 ging André Bistram zum VfL Pinneberg in die Verbandsliga Hamburg. Nach Ende der Saison beendete André Bistram im Alter von 32 Jahren seine Karriere.

## Stationen als Trainer
Seit Oktober 2012 ist Bistram als Trainer beim in der Schleswig-Holstein-Liga spielenden Verein Schleswig 06 tätig.

## Erfolge und Auszeichnungen
FC St. Pauli
- Aufstieg in die Bundesliga: 1988

Holstein Kiel
- Torschützenkönig in der Oberliga Nord: 1986